# Carlos Olmos
Carlos Olmos (Chiapas, 8 de dezembro de 1947—Cidade do México, 13 de outubro de 2003) foi um ator e dramaturgo mexicano.

## Filmografia

### Obras originais
- Sin pecado concebido (2001)
- La sombra del otro (1996)
- En carne propia (1990/91)
- El extraño retorno de Diana Salazar (1988/89)
- Tal como somos (1987/88)
- Cuna de lobos (1986/87)
- La pasión de Isabela (1984)
- Caminemos (1980)
- Acompáñame (1978)
- Atardecer en el Tropico

### Adaptações
- Otra vuelta de tuerca (1981)
- El árabe (1980)
- El amor llegó más tarde (1979)
- Julia (1979)
- Ardiente secreto (1978)